# Теленская, Сабина
Сабина Теленская (чеш. Sabina Telenská; род. 14 апреля 1974, Прага) — чешская гребчиха, выступавшая за сборные Чехословакии и Чехии по академической гребле в 1990-х годах. Чемпионка мира среди юниорок, победительница и призёрка первенств национального значения, участница двух летних Олимпийских игр.

## Биография
Сабина Теленская родилась 14 апреля 1974 года в Праге. Проходила подготовку в столичном гребном клубе «Прага».
Впервые заявила о себе в академической гребле на международном уровне в сезоне 1990 года, когда вошла в состав чехословацкой национальной сборной и выступила на юниорском мировом первенстве в Эгбелете, где в зачёте парных четвёрок стала четвёртой. Год спустя на аналогичных соревнованиях в Баньолесе выиграла серебряную медаль в той же дисциплине и одержала победу в восьмёрках.
Благодаря череде удачных выступлений удостоилась права защищать честь страны на летних Олимпийских играх 1992 года в Барселоне. В составе экипажа-восьмёрки, куда также вошли гребчихи Ленка Завадилова, Элишка Яндова, Рената Беранкова, Мартина Шефчикова, Михаэла Ваврова, Гана Жакова, Гана Дариусова и рулевая Ленка Ковачова, заняла последнее четвёртое место на предварительном квалификационном этапе, затем стала шестой в дополнительном отборочном заезде — таким образом отобралась лишь в утешительный финал В, где уступила команде Великобритании. В итоговом протоколе соревнований расположилась на восьмой строке. Также в этом сезоне побывала на юниорском мировом первенстве в Монреале, откуда привезла награды золотого и серебряного достоинства, выигранные в четвёрках и восьмёрках соответственно.
После разделения Чехословакии Теленская осталась действующей спортсменкой и продолжила принимать участие в крупнейших международных регатах в составе национальной сборной Чехии. Так, в 1993 году она отметилась выступлением на домашнем чемпионате мира в Рачице, где в программе парных четвёрок закрыла десятку сильнейших.
В 1995 году в распашных безрульных двойках была восьмой на чемпионате мира в Тампере.
Находясь в числе лидеров чешской гребной команды, благополучно прошла отбор на Олимпийские игры 1996 года в Атланте. Здесь вместе с напарницей Ганой Дирусовой стартовала в безрульных двойках, квалифицировалась в утешительный финал В и заняла итоговое девятое место.